# Lista de países e territórios da África
Esta é uma lista de Estados soberanos e demais territórios da África, incluindo as respectivas capitais, línguas oficiais, moedas, população, superfície e Produto Interno Bruto per capita (territórios dependentes são listados em fundo azul).
África é o terceiro maior e segundo mais populoso continente do mundo, depois da América e da Ásia, respectivamente. Possui 30 463 792 km² (11 762 081,85 sq mi) incluindo as ilhas adjacentes, cobre 6% da superfície total da Terra, e 20,4% do total da área terrestre. Com 1,3 bilhão de pessoas em 54 países e nove territórios, ela é responsável por cerca de 14% de todo o mundo em população humana. O continente está rodeado pelo mar Mediterrâneo pelo norte, pelo canal de Suez e o mar Vermelho pelo nordeste, o oceano Índico pelo sudeste, e o oceano Atlântico pelo oeste.

## Lista
| -                                                                                     | Nome (nome oficial)                                                | Bandeira | Capital                                                                     | Moeda                                               | Língua(s) oficial/oficiais                                                                             | População   | Mapa |
| ------------------------------------------------------------------------------------- | ------------------------------------------------------------------ | -------- | --------------------------------------------------------------------------- | --------------------------------------------------- | --- | ----------- | ---- |
| 1                                                                                     | África do Sul (República da África do Sul)                         |          | Pretória (executiva) Bloemfontein (judiciária) Cidade do Cabo (legislativa) | Rand                                                | africâner, inglês, ndebele, sesoto do norte, sesoto do sul, suázi, tsonga, tsuana, venda, xhosa e zulu | 58 558 267  |      |
| 2                                                                                     | Angola (República de Angola)                                       |          | Luanda                                                                      | Kwanza                                              | Português                                                                                              | 31 825 299  |      |
| 3                                                                                     | Argélia (República Argelina Democrática e Popular)                 |          | Argel                                                                       | Dinar argelino                                      | Árabe                                                                                                  | 43 053 053  |      |
| 4                                                                                     | Benim (República do Benim)                                         |          | Porto Novo (constitucional) Cotonu (sede do governo)                        | Franco CFA ocidental                                | Francês                                                                                                | 11 801 150  |      |
| 5                                                                                     | Botsuana (República do Botsuana)                                   |          | Gaborone                                                                    | Pula                                                | Inglês e tsuana                                                                                        | 2 303 703   |      |
| 6                                                                                     | Burquina Fasso                                                     |          | Uagadugu                                                                    | Franco CFA ocidental                                | Francês                                                                                                | 20 321 383  |      |
| 7                                                                                     | Burundi (República do Burundi)                                     |          | Guitega                                                                     | Franco do Burundi                                   | Kirundi e francês                                                                                      | 11 530 576  |      |
| 8                                                                                     | Cabo Verde (República de Cabo Verde)                               |          | Praia                                                                       | Escudo cabo-verdiano                                | Português                                                                                              | 549,936     |      |
| 9                                                                                     | Camarões (República dos Camarões)                                  |          | Iaundé                                                                      | Franco CFA central                                  | Francês e inglês                                                                                       | 25 876 387  |      |
| 10                                                                                    | Chade (República do Chade)                                         |          | Jamena                                                                      | Franco CFA central                                  | Francês e árabe                                                                                        | 15 946 881  |      |
| 11                                                                                    | Comores (União das Comores)                                        |          | Moroni                                                                      | Franco comoriano                                    | Comoriano, árabe e francês                                                                             | 766 865     |      |
| 12                                                                                    | Costa do Marfim (República da Costa do Marfim)                     |          | Iamussucro (constitucional) Abijã (sede do governo)                         | Franco CFA ocidental                                | Francês                                                                                                | 25 716 554  |      |
| 14                                                                                    | Egito (República Árabe do Egito)                                   |          | Cairo                                                                       | Libra egípcia                                       | Árabe                                                                                                  | 100 388 076 |      |
| 15                                                                                    | Eritreia (Estado da Eritreia)                                      |          | Asmara                                                                      | Nakfa                                               | Tigrínia, árabe e inglês                                                                               | 3 497 117   |      |
| 16                                                                                    | Essuatíni (Reino de Essuatíni)                                     |          | Lobamba (real e legislativa) Mebabane (administrativa)                      | Lilanguéni                                          | Inglês e suázi                                                                                         | 1 148 132   |      |
| 17                                                                                    | Etiópia (República Democrática Federal da Etiópia)                 |          | Adis Abeba                                                                  | Birr etíope                                         | Amárico                                                                                                | 112 078 727 |      |
| 18                                                                                    | Gabão (República Gabonesa)                                         |          | Libreville                                                                  | Franco CFA central                                  | Francês                                                                                                | 2 172 577   |      |
| 19                                                                                    | Gâmbia (República da Gâmbia)                                       |          | Banjul                                                                      | Dalasi                                              | Inglês                                                                                                 | 2 347 695   |      |
| 20                                                                                    | Gana (República do Gana)                                           |          | Acra                                                                        | Cedi do Gana                                        | Inglês                                                                                                 | 30 417 857  |      |
| 21                                                                                    | Guiné (República da Guiné)                                         |          | Conacri                                                                     | Franco da Guiné                                     | Francês                                                                                                | 12 771 245  |      |
| 22                                                                                    | Guiné-Bissau (República da Guiné-Bissau)                           |          | Bissau                                                                      | Franco CFA ocidental                                | Português                                                                                              | 1 920 917   |      |
| 23                                                                                    | Guiné Equatorial (República da Guiné Equatorial)                   |          | Malabo                                                                      | Franco CFA central                                  | Espanhol, francês e português                                                                          | 1 355 982   |      |
| 13                                                                                    | Jibuti (República do Jibuti)                                       |          | Jibuti                                                                      | Franco do Jibuti                                    | Árabe e francês                                                                                        | 973,557     |      |
| 24                                                                                    | Lesoto (Reino do Lesoto)                                           |          | Maseru                                                                      | Loti e rand                                         | Sesoto e inglês                                                                                        | 2 125 267   |      |
| 25                                                                                    | Libéria (República da Libéria)                                     |          | Monróvia                                                                    | Dólar liberiano                                     | Inglês                                                                                                 | 4 937 373   |      |
| 26                                                                                    | Líbia (Estado da Líbia)                                            |          | Trípoli                                                                     | Dinar líbio                                         | Árabe                                                                                                  | 6 777 453   |      |
| 27                                                                                    | Madagáscar (República de Madagáscar)                               |          | Antananarivo                                                                | Ariary malgaxe                                      | Malgaxe, francês e inglês                                                                              | 26 969 305  |      |
| 28                                                                                    | Maláui (República do Maláui)                                       |          | Lilongué                                                                    | Kwacha do Maláui                                    | Inglês e nianja                                                                                        | 18 628 748  |      |
| 29                                                                                    | Mali (República do Mali)                                           |          | Bamaco                                                                      | Franco CFA ocidental                                | Francês                                                                                                | 19 658 023  |      |
| 30                                                                                    | Marrocos (Reino de Marrocos)                                       |          | Rabat                                                                       | Dirrã marroquino                                    | Árabe e francês                                                                                        | 36 471 766  |      |
| 31                                                                                    | Maurícia (República da Maurícia)                                   |          | Porto Luís                                                                  | Rupia da Maurícia                                   | Inglês                                                                                                 | 1 269 669   |      |
| 32                                                                                    | Mauritânia (República Islâmica da Mauritânia)                      |          | Nuaquexote                                                                  | Uguia                                               | Árabe                                                                                                  | 4 525 697   |      |
| 33                                                                                    | Moçambique (República de Moçambique)                               |          | Maputo                                                                      | Metical                                             | Português                                                                                              | 30 366 043  |      |
| 34                                                                                    | Namíbia (República da Namíbia)                                     |          | Vinduque                                                                    | Dólar da Namíbia                                    | Inglês                                                                                                 | 2 494 524   |      |
| 35                                                                                    | Níger (República do Níger)                                         |          | Niamei                                                                      | Franco CFA ocidental                                | Francês                                                                                                | 23 310 718  |      |
| 36                                                                                    | Nigéria (República Federal da Nigéria)                             |          | Abuja                                                                       | Naira                                               | Inglês                                                                                                 | 200 963 603 |      |
| 37                                                                                    | Quénia (República do Quénia)                                       |          | Nairóbi                                                                     | Xelim queniano                                      | Suaíli e inglês                                                                                        | 52 573 967  |      |
| 38                                                                                    | República Centro-Africana                                          |          | Bangui                                                                      | Franco CFA central                                  | Sango e francês                                                                                        | 4 745 179   |      |
| 39                                                                                    | República Democrática do Congo                                     |          | Quinxassa                                                                   | Franco congolês                                     | Francês                                                                                                | 81 033 744  |      |
| 40                                                                                    | República do Congo                                                 |          | Brazzaville                                                                 | Franco CFA central                                  | Francês                                                                                                | 5 380 504   |      |
| 41                                                                                    | Ruanda (República do Ruanda)                                       |          | Quigali                                                                     | Franco ruandês                                      | Quiniaruanda, francês inglês e suaíli                                                                  | 12 626 938  |      |
| 42                                                                                    | São Tomé e Príncipe (República Democrática de São Tomé e Príncipe) |          | São Tomé                                                                    | Dobra                                               | Português                                                                                              | 215,048     |      |
| 43                                                                                    | Senegal (República do Senegal)                                     |          | Dacar                                                                       | Franco CFA ocidental                                | Francês                                                                                                | 16 296 361  |      |
| 44                                                                                    | Serra Leoa (República da Serra Leoa)                               |          | Freetown                                                                    | Leone                                               | Inglês                                                                                                 | 7 813 207   |      |
| 45                                                                                    | Seicheles (República das Seicheles)                                |          | Vitória                                                                     | Rupia das Seicheles                                 | Inglês, francês e seichelense                                                                          | 97,741      |      |
| 46                                                                                    | Somália (República Federal da Somália)                             |          | Mogadíscio                                                                  | Xelim somali                                        | Somali                                                                                                 | 15 442 905  |      |
| 47                                                                                    | Sudão (República do Sudão)                                         |          | Cartum                                                                      | Dinar sudanês                                       | Árabe e inglês                                                                                         | 42 813 236  |      |
| 48                                                                                    | Sudão do Sul (República do Sudão do Sul)                           |          | Juba                                                                        | Libra sul-sudanesa                                  | Árabe e inglês                                                                                         | 11 562 695  |      |
| 49                                                                                    | Tanzânia (República Unida da Tanzânia)                             |          | Dar es Salã (administrativa) Dodoma (oficial)                               | Xelim tanzaniano                                    | Suaíli                                                                                                 | 58 005 460  |      |
| 50                                                                                    | Togo (República Togolesa)                                          |          | Lomé                                                                        | Franco CFA ocidental                                | Francês                                                                                                | 8 082 358   |      |
| 51                                                                                    | Tunísia (República Tunisina)                                       |          | Tunes                                                                       | Dinar tunisino                                      | Árabe                                                                                                  | 11 694 720  |      |
| 52                                                                                    | Uganda (República do Uganda)                                       |          | Campala                                                                     | Xelim ugandês                                       | Inglês e suaíli                                                                                        | 44 269 587  |      |
| 53                                                                                    | Zâmbia (República da Zâmbia)                                       |          | Lusaca                                                                      | Kwacha zambiano                                     | Inglês                                                                                                 | 17 861 034  |      |
| 54                                                                                    | Zimbábue (República do Zimbábue)                                   |          | Harare                                                                      | Várias                                              | Inglês                                                                                                 | 14 645 473  |      |
| Territórios dependentes e/ou integrados em Estados maioritariamente noutro continente |                                                                    |          |                                                                             |                                                     | |             |      |
| 1                                                                                     | Canárias (Comunidade Autónoma das Canárias)                        |          | Las Palmas de Gran Canaria Santa Cruz de Tenerife                           | Euro                                                | Espanhol                                                                                               | 2 118 679   |      |
| 2                                                                                     | Ceuta (Cidade Autónoma de Ceuta)                                   |          | Ceuta                                                                       | Euro                                                | Espanhol                                                                                               | 84 180      |      |
| 3                                                                                     | Madeira (Região Autónoma da Madeira)                               |          | Funchal                                                                     | Euro                                                | Português                                                                                              | 267 785     |      |
| 4                                                                                     | Maiote (Departamento de Maiote)                                    |          | Mamudzu                                                                     | Euro                                                | Francês                                                                                                | 212 600     |      |
| 5                                                                                     | Melilha (Cidade Autónoma de Melilha)                               |          | Melilha                                                                     | Euro                                                | Espanhol                                                                                               | 83 679      |      |
| 6                                                                                     | Reunião (Departamento da Reunião)                                  |          | São Dinis                                                                   | Euro                                                | Francês                                                                                                | 837 617     |      |
| 7                                                                                     | Santa Helena, Ascensão e Tristão da Cunha                          |          | Jamestown                                                                   | Libra de Santa Helena                               | Inglês                                                                                                 | 7 776       |      |
| 8                                                                                     | Somalilândia (República da Somalilândia)                           |          | Hargueissa                                                                  | Xelim somalilandês                                  | Árabe e somali                                                                                         | 3 500 000   |      |
| 9                                                                                     | República Árabe Saariana Democrática                               |          | El Aiune (ocupada por Marrocos) Tifaríti (temporária)                       | Dinar argelino (de facto) Peseta saariana (de jure) | Árabe e espanhol                                                                                       | 554 795     |      |

## Outros territórios
Outros territórios podem ser considerados como fazendo parte de África:
- Praças de soberania (Espanha)[nota 54]
  - Penedo de Alhucemas
  - Ilhas Chafarinas
  - Penedo de Vélez de la Gomera
  - Ilha de Perejil
- Ilha de Alborão (Espanha)[nota 54]
- Socotorá (Iémen)[nota 55]
- Pantelária (Itália)[nota 56]
- Lampedusa e Lampione (Itália)[nota 56]
- Ilhas Esparsas (Terras Austrais e Antárticas Francesas)[nota 57]
  - Bassas da Índia
  - Ilha Europa
  - Banco do Geyser
  - Ilhas Gloriosas
  - Ilha de João da Nova
  - Ilha Tromelin
- Território Britânico do Oceano Índico[nota 58]
- Santa Helena, Ascensão e Tristão da Cunha[12]
  -  Santa Helena
  -  Ilha de Ascensão
  -  Tristão da Cunha
  -  Ilha Nightingale
  -  Ilha Inacessível
  -  Ilha de Gonçalo Álvares